# Parc-musée du Granit
 (juin 2022).
Le parc-musée du Granit de Saint-Michel-de-Montjoie, commune du département de la Manche, en Normandie, retrace l'histoire du dernier centre d'extraction d'un granit connu sous l'appellation de Bleu de Vire. La grande époque granitière de Saint-Michel-de-Montjoie remonte à la première moitié du XXe siècle, au cours de laquelle une centaine de carrières de toutes dimensions étaient exploitées sur le territoire de la commune. Implanté au cœur du bourg, le parc-musée du granit de Saint-Michel-de-Montjoie est le gardien de cette mémoire et de ce savoir-faire.
En 2007, le musée a accueilli 1 238 visiteurs.

## Histoire
Prolongement du massif armoricain, le bassin du granite s'étend de la forêt d'Écouves (Orne) aux îles Chausey (Manche). Dans la partie nord du Mortainais, il prend le nom de « bleu de Vire » en raison de sa couleur particulière. L'extraction de ce matériau se localise principalement aux environs de Saint-Michel-de-Montjoie, dans le bourg duquel un musée entièrement consacré au granit a été aménagé en 1975, avec le concours technique et financier du Syndicat mixte pour l'équipement touristique de la Manche. Le parc du musée porte le nom de son fondateur, l'ancien maire de la commune, Marcel Cathrin.
Aujourd'hui, le parc-musée du Granit de Saint-Michel-de-Montjoie est un équipement du réseau départemental des sites et musées de la Manche mis en place, géré et animé par le conseil général.
Les carrières à ciel ouvert comptent parmi les plus anciennes de la région. Elles ne peuvent être visitées mais il est possible d'en voir une reconstitution dans le parc du musée. L'exploitation du granit de Vire place la Normandie au troisième rang des régions françaises productrices après la Bretagne et le Tarn.
Employer le granit pour en faire des bornes et jalons remonte à la plus haute Antiquité. Au milieu du XIXe siècle, les effectifs des travailleurs du granite tournent autour de 600 entre Vire et Mortain et se concentrent autour de Saint-Michel-de-Montjoie et le Gast. Tributaire de l'état lamentable des routes, la commercialisation se fait surtout à l'échelle régionale et entre en crise à la fin des années 1950. À la fin du XIXe siècle, la région est reliée au réseau des voies ferrées par la ligne de Paris à Granville. L'exportation du granite peut alors prendre un nouvel élan et atteindre une échelle nationale et même internationale. À la veille de la Première Guerre mondiale, on retrouve une forte population d'artisans et d'ouvriers du granite (650).
Le Bleu de Vire a servi à la réalisation de la tombe du Soldat inconnu sous l'Arc de Triomphe à Paris, le dallage de l'aéroport de Roissy ou de la place Georges-Pompidou à Paris, la basilique de Lisieux…
L'activité d'extraction et de taille du granite, diversifiée et spécialisée, est encore très intense à Saint-Michel-de-Montjoie.

## Visite
Une carrière reconstituée et d'anciens outils donnent une idée du mode d'extraction des blocs et du travail des carriers : la taille, le bouchardage, le polissage. Un vaste parc boisé vous fait découvrir plus de 130 pièces sculptées et leurs usages dans l'habitat, l'agriculture, l'architecture, etc.
La visite se déroule en cheminant dans les allées du parc. Des haltes pédagogiques sont consacrées à la géologie (qu'est-ce que le granit), aux ressources granitières (les variétés de granit), aux techniques de taille (le façonnage du granit). Sont visibles avant tout des fragments architecturaux qui témoignent de l'habileté des tailleurs de pierre : des linteaux taillés au marteau, des frontons, des fragments de voûte d'église. Mais ce sont aussi des usages plus inattendus : des bornes d'octroi, des bornes kilométriques, des auges de pressoir, des éviers, des potagers. Il ne faut pas omettre que la pierre n'est pas seulement un matériau du passé. On l'utilise tous les jours et sous toutes les latitudes dans les travaux publics, le bâtiment, la décoration, l'ameublement.
Le bâtiment du musée proprement dit renferme une collection de statues et d'ouvrages réalisés dans les granits les plus divers. Enfin, un film vidéo permet de restituer la tradition et les techniques du bassin granitier du Sud Manche.
Les pays d'accueil de la vallée de la Sée et du bocage virois ont créé un circuit touristique appelé « chemin de la pierre percée ». Cet itinéraire est signalé à partir du musée par des bornes en granit de conception contemporaine. Percées d'un trou dans leur partie supérieure, ces bornes jalonnent environ cinquante kilomètres de petites routes et guident les visiteurs vers les curiosités à découvrir.

### Source
- Direction des sites et musées – conseil général de la Manche[source insuffisante].